# Лаке
Лаке — река в России, протекает по Верхнекетскому району Томской области. Устье реки находится в 191 км по левому берегу реки Лисица. Длина реки составляет 30 км.
Берёт начало из болота Нантекан. Течёт с востока на запад через сосновые леса, окружённые болотами. В середине течения принимает правый приток — реку Малая Лаке. В низовье имеет русло шириной 8 м, глубиной 1,0 м и песчаное дно.
В бассейне реки расположены Фигуристые озёра.

## Данные водного реестра
По данным государственного водного реестра России относится к Верхнеобскому бассейновому округу, водохозяйственный участок реки — Кеть, речной подбассейн реки — бассейн притоков (Верхней) Оби от Чулыма до Кети. Речной бассейн реки — (Верхняя) Обь до впадения Иртыша.